# Fußball-Amateurliga Bremen 1955/56
Die Fußball-Amateurliga Bremen 1955/56 war die siebte Spielzeit der höchsten Amateurklasse des Bremer Fußball-Verbandes. Meister wurde der Bremer SV, der in der Vorsaison aus der Oberliga Nord abgestiegen war.

## Abschlusstabelle
| Platz | Verein               | Sp. | Tore  | Punkte |
| ----- | -------------------- | --- | ----- | ------ |
| 1.    | Bremer SV (A)        | 28  | 74:18 | 50:06  |
| 2.    | Bremen 1860 (M)      | 28  | 71:34 | 42:14  |
| 3.    | Blumenthaler SV      | 28  | 74:47 | 41:15  |
| 4.    | TuRa Bremen          | 28  | 57:40 | 34:22  |
| 5.    | TSV Wulsdorf         | 28  | 64:39 | 33:23  |
| 6.    | Polizei SV Bremen    | 28  | 67:49 | 31:25  |
| 7.    | SV Grohn             | 28  | 47:42 | 31:25  |
| 8.    | ETSV Kirchweyhe      | 28  | 39:48 | 24:32  |
| 9.    | SV Woltmershausen    | 28  | 54:54 | 23:33  |
| 10.   | Eintracht Bremen (N) | 28  | 44:60 | 23:33  |
| 11.   | SV Hemelingen        | 28  | 41:49 | 22:34  |
| 12.   | TuS Arsten           | 28  | 48:70 | 22:34  |
| 13.   | TuS Walle (N)        | 28  | 37:73 | 18:38  |
| 14.   | ATS Bremerhaven      | 28  | 30:72 | 15:41  |
| 15.   | SG Aumund-Vegesack   | 28  | 47:99 | 11:45  |

(A) Absteiger aus der Oberliga

(M) Meister der Vorsaison

(N) Aufsteiger

## Aufstieg
Der Meister Bremer SV hatte in der anschließenden Aufstiegsrunde zur Oberliga Nord keinen Erfolg.